# Ischnocampa mundator
Ischnocampa mundator är en fjärilsart som beskrevs av Druce 1884. Ischnocampa mundator ingår i släktet Ischnocampa och familjen björnspinnare. Inga underarter finns listade i Catalogue of Life.